# Eugène Spuller

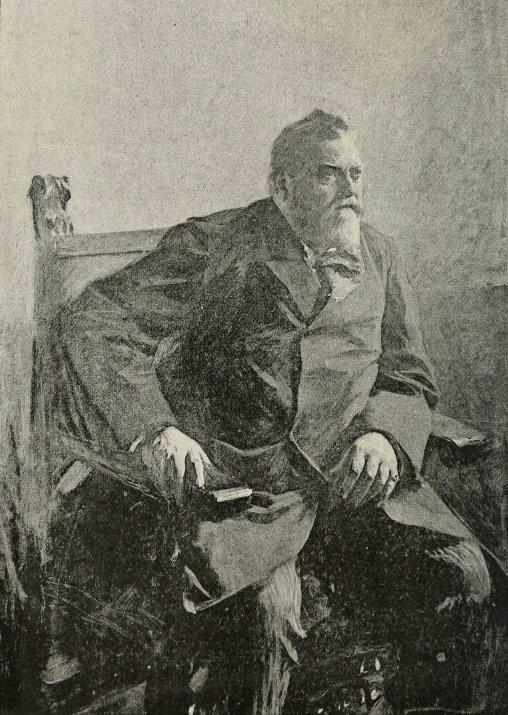
Eugène Spuller, målad av Anders Zorn.

Eugène Spuller, född den 8 december 1835 i Seurre (Côte d'Or), död den 23 juli 1896 i Sombernon, var en fransk statsman.
Spuller, som var son till en till Frankrike inflyttad tysk, blev efter juridiska studier i Dijon advokat och tidningsman i Paris och hörde på 1860-talet till den radikala krets, som samlades omkring Gambetta. Tillsammans med denne flydde han i ballong ur Paris (7 okt. 1870), då efter slaget vid Sedan tyskarna började kringränna staden, och vid nationalförsvarets organisation var han diktatorns högra hand. 
Medarbetare i Gambettas tidning "La république française" sedan 1871, blev han 1876 medlem av deputeradekammaren och slöt sig där till det "opportunistiska" partiet, vars berömda manifest (av 1877) han redigerade och till vars främsta män han hörde. I Gambettas kortlivade ministär november 1881-januari 1882 var han understatssekreterare för utrikes ärenden, och 1883 valdes han till en av kammarens vicepresidenter. 
Som undervisningsminister var han medlem av Maurice Rouviers kabinett (maj-december 1887), som utrikesminister av Pierre Tirards (februari 1889-mars 1890). I sistnämnda egenskap fick han medverka vid boulangismens definitiva undertryckande, men också vid grundläggandet av de finansiella förbindelser med Ryssland (två stora lån 1889), som omsider ledde till den fransk-ryska alliansen. 
Spuller övergick 1892 från deputeradekammaren till senaten och var december 1893-maj 1894 undervisningsminister i Jean Casimir-Periers kabinett. Den alltför försonliga hållning, som han därunder ansågs visa klerikalerna, rubbade i väsentlig mån den stora auktoritet han dittills åtnjutit inom sitt parti. År 1901 invigdes en minnesvård över Spuller på Père-Lachaise i Paris. 
Vid sidan av sin politiska verksamhet var Spuller flitig som författare; bland hans skrifter märks utom tre band politiska tal, Conférences populaires (1879-92), arbetena Ignace de Loyola et la compagnie de Jésus (1876), Michelet (samma år), Figures disparues. Portraits contemporains, littéraires et politiques (2 band, 1886-91), Histoire parlementaire de la seconde république (1891), Lamennais (1892), L'évolution politique et sociale de l'église (1893), Royer-Collard (1895) och Hommes et choses de la Revolution (1896).